# Joe Carr
Joseph Francis Carr (Columbus, 22 ottobre 1880 – Columbus, 20 maggio 1939) è stato un dirigente sportivo statunitense, presidente della National Football League (NFL) dal 1921 fino alla sua morte nel 1939.

## Biografia
Come meccanico per le Ferrovie della Pennsylvania a Columbus, Carr diresse la squadra di football dei Columbus Panhandles dal 1907 al 1922. I "Panhandles" erano una delle più grandi formazioni nei primi anni del football professionistico, nelle cui file militavano i "Nesser Brothers", ed erano quasi imbattibili nelle loro partite interne all'Indianola Park. Nel 1921 aiutò a riorganizzare la American Professional Football Association (APFA), trasferendo i suoi uffici da Canton a Columbus. L'anno successivo la lega fu rinominata National Football League e Carr fu il suo presidente dal 1921 alla sua morte nel 1939. Fu inserito nella Helms Hall of Fame nel 1950 e nella Pro Football Hall of Fame nella classe inaugurale del 1963, l'unico membro che non fosse un giocatore. Carr funse anche da presidente della American Basketball League (ABL) dal 1925 al 1928 e da presidente dei Columbus Senators (una squadra di baseball) dal 1926 al 1931. L'originario premio di MVP della NFL era intitolato a suo nome.